# Arkas (syn Zeusa)

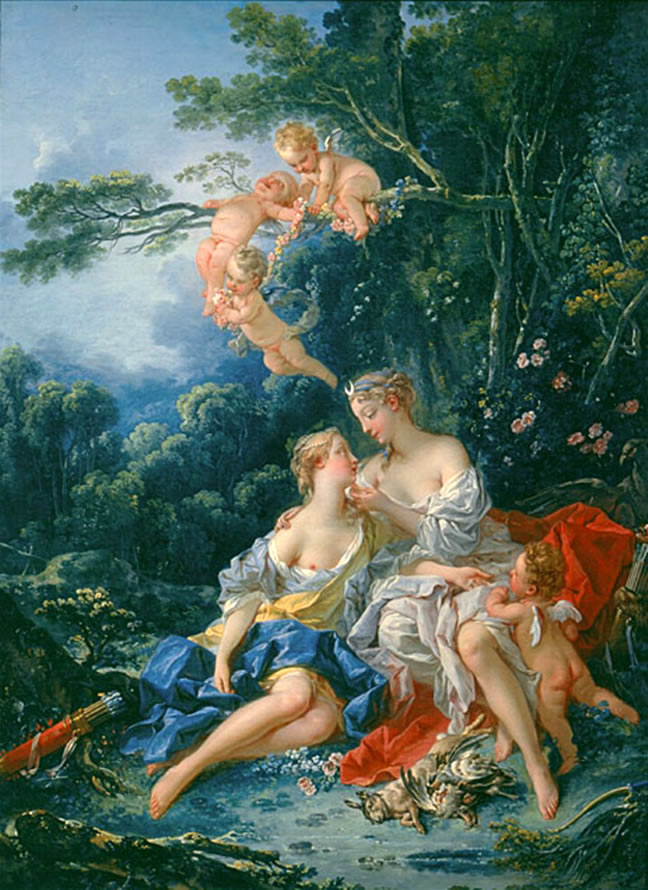
Jupiter i Kallisto – obraz Francois Bouchera (1744)

Arkas – syn Zeusa i Kallisto, dał imię mieszkańcom Arkadii.

## Owoc podstępu Zeusa
Matka Arkasa Kallisto („Najpiękniejsza”) wedle jednych autorów była nimfą leśną, wedle innych córką króla Arkadii Lykaona albo jego syna Nykteusa. Należała do boskiego orszaku Artemidy i razem z towarzyszkami pędziła życie w górach, polując. Jej urokowi uległ sam Zeus i podstępnie zbliżył się do niej. Przybrał kształt Artemidy. Kiedy Kallisto przytuliła „Artemidę”, Zeus wrócił do swojej postaci i nie wypuścił dziewczyny z objęć. Inni podają, że Zeus dokonał tego pod postacią Apollona, brata Artemidy. Jeszcze inni utrzymują, że ojcem Arkasa był bożek Pan. Pewnego dnia, Artemida wraz z towarzyszkami postanowiła się wykąpać, Kallisto musiała zrzucić szaty i jej ciąża została zdemaskowana. Rozgniewana Artemida przepędziła dziewczynę i przemieniła ją w niedźwiedzia. Dziewczyna urodziła Arkasa, a Artemida, chcąc ją ukarać za utratę dziewictwa, zabiła ją strzałą z łuku .

## Król Arkadii
Pozbawionego macierzyńskiej opieki syna Zeus powierzył na wychowanie Mai, matce Hermesa. Pewnego dnia dziadek Arkasa, Lykaon, chcąc wypróbować zdolność jasnowidzenia Zeusa podał mu ciało małego Arkasa, przyrządzone do spożycia. Zeus przejrzał jednak podstęp króla. Wywrócił stół i uderzył piorunem w dom Lykaona. Król przemienił się w wilka, a Zeus złożył na powrót członki Arkasa i przywrócił mu życie. Po wytraceniu domu Lykaona, władzę nad Pelazgami, nazwanymi od jego imienia Arkadyjczykami, objął Arkas. Nauczył swój lud uprawy zboża, a także wypieku chleba i przędzenia wełny. Poślubił córkę Amyklasa, Leanejrę i miał z nią dwóch synów Elatosa i Afidasa. Trzeciego syna, Azana, miał z nimfą Erato. Pomiędzy tych trzech synów podzielił swoje królestwo. Azanowi przekazał Azanię, Elatosowi – okolice góry Kyllene, a Afidasowi – Tegeę.
Istnieje też wersja, wedle której to nie Leanejra, lecz nimfa Chrysopeleja była matką Elatosa i Afidasa. Pewnego dnia podczas polowania Arkas zobaczył jak wezbrany potok o mało co nie porwał rosnącego na jego brzegu dębu. Mieszkająca w nim nimfa poprosiła go o ratunek. Arkas wzniósł groblę, przez co odwrócił bieg wody i uratował drzewo. Wdzięczna nimfa oddała mu się i urodziła mu dwóch synów.

## Przeniesieni na niebo
Okoliczności śmierci Arkasa przedstawiane są następująco. Pewnego dnia wyruszył na polowanie. W lesie dostrzegła go niedźwiedzica – jego matka. Od razu rozpoznała syna i chciała do niego podejść. Arkas jednak nie poznał matki. Ruszył za nią w pościg. Zwierzę schroniło się w świątyni Zeusa Lykyjskiego. Arkas wtargnął za nim do świętego okręgu. Prawo skazywało każdego, kto naruszył świętość okręgu świątynnego na karę śmierci. Zeus zlitował się jednak nad nimi i przeniósł matkę i syna na niebo jako konstelacje Wielkiej Niedźwiedzicy i jej Strażnika (Arkturus).